# Купрес (громада, Герцег-Босанський кантон)
Купрес (хорв. і босн. Opština Kupres, серб. Општина Купрес) — боснійська громада, розташована в Герцег-Босанському кантоні Федерації Боснії і Герцеговини. Адміністративним центром є місто Купрес.
| Боснія і Герцеговина | Це незавершена стаття з географії Боснії і Герцеговини. Ви можете допомогти проєкту, виправивши або дописавши її. |